# Třída Famous
Třída Famous (jinak též třída Bear) je třída kutrů Pobřežní stráže Spojených států amerických kategorizovaných jako Medium endurance cutter. Vzhledem k velikosti a schopnostem plavidel je lze kategorizovat i jako fregaty. Celkem bylo postaveno 13 jednotek této třídy. Kutry ve službě nahradily starší plavidla třídy Treasury. V době míru je jejich hlavním úkolem ochrana výhradní námořní ekonomické zóny země. V případě války mohou být upraveny pro doprovod konvojů a protiponorkový boj.
U americké pobřežní stráže tuto třídu nahradí oceánské hlídkové lodě postavené v rámci programu Offshore Patrol Cutter.

## Stavba
Celkem bylo postaveno třináct jednotek této třídy. Do jejich stavby se zapojily loděnice Tacoma Boatbuilding Company v Tacomě ve státě Washington a loděnice Robert Derecktor Shipyard v Middletownu ve státě Rhode Island.
Jednotky třídy Famous:
| Jméno                         | Loděnice                  | Založení kýlu     | Spuštění na vodu | Vstup do služby   | Status  |
| ----------------------------- | ------------------------- | ----------------- | ---------------- | ----------------- | ------- |
| USCGC Bear (WMEC-901)         | Tacoma Boatbuilding       | 23. srpna 1979    | 25. září 1980    | 4. února 1983     | aktivní |
| USCGC Tampa (WMEC-902)        | Tacoma Boatbuilding       | 2. dubna 1980     | 19. března 1981  | 16. března 1984   | aktivní |
| USCGC Harriet Lane (WMEC-903) | Tacoma Boatbuilding       | 15. října 1980    | 6. února 1982    | 20. září 1984     | aktivní |
| USCGC Northland (WMEC-904)    | Tacoma Boatbuilding       | 9. dubna 1981     | 7. května 1982   | 17. prosince 1984 | aktivní |
| USCGC Spencer (WMEC-905)      | Robert Derecktor Shipyard | 26. června 1982   | 16. června 1984  | 28. června 1986   | aktivní |
| USCGC Seneca (WMEC-906)       | Robert Derecktor Shipyard | 16. září 1982     | 16. června 1984  | 4. května 1987    | aktivní |
| USCGC Escanaba (WMEC-907)     | Robert Derecktor Shipyard | 1. dubna 1983     | 24. srpna 1985   | 27. srpna 1987    | aktivní |
| USCGC Tahoma (WMEC-908)       | Robert Derecktor Shipyard | 28. června 1983   | 24. srpna 1985   | 6. dubna 1988     | aktivní |
| USCGC Campbell (WMEC-909)     | Robert Derecktor Shipyard | 10. srpna 1984    | 30. srpna 1986   | 19. srpna 1988    | aktivní |
| USCGC Thetis (WMEC-910)       | Robert Derecktor Shipyard | 24. srpna 1984    | 30. srpna 1986   | 30. června 1989   | aktivní |
| USCGC Forward (WMEC-911)      | Robert Derecktor Shipyard | 11. července 1986 | 18. srpna 1987   | 4. srpna 1990     | aktivní |
| USCGC Legare (WMEC-912)       | Robert Derecktor Shipyard | 11. července 1986 | 18. srpna 1987   | 4. srpna 1990     | aktivní |
| USCGC Mohawk (WMEC-913)       | Robert Derecktor Shipyard | 18. června 1987   | 18. května 1988  | 20. března 1990   | aktivní |

## Konstrukce

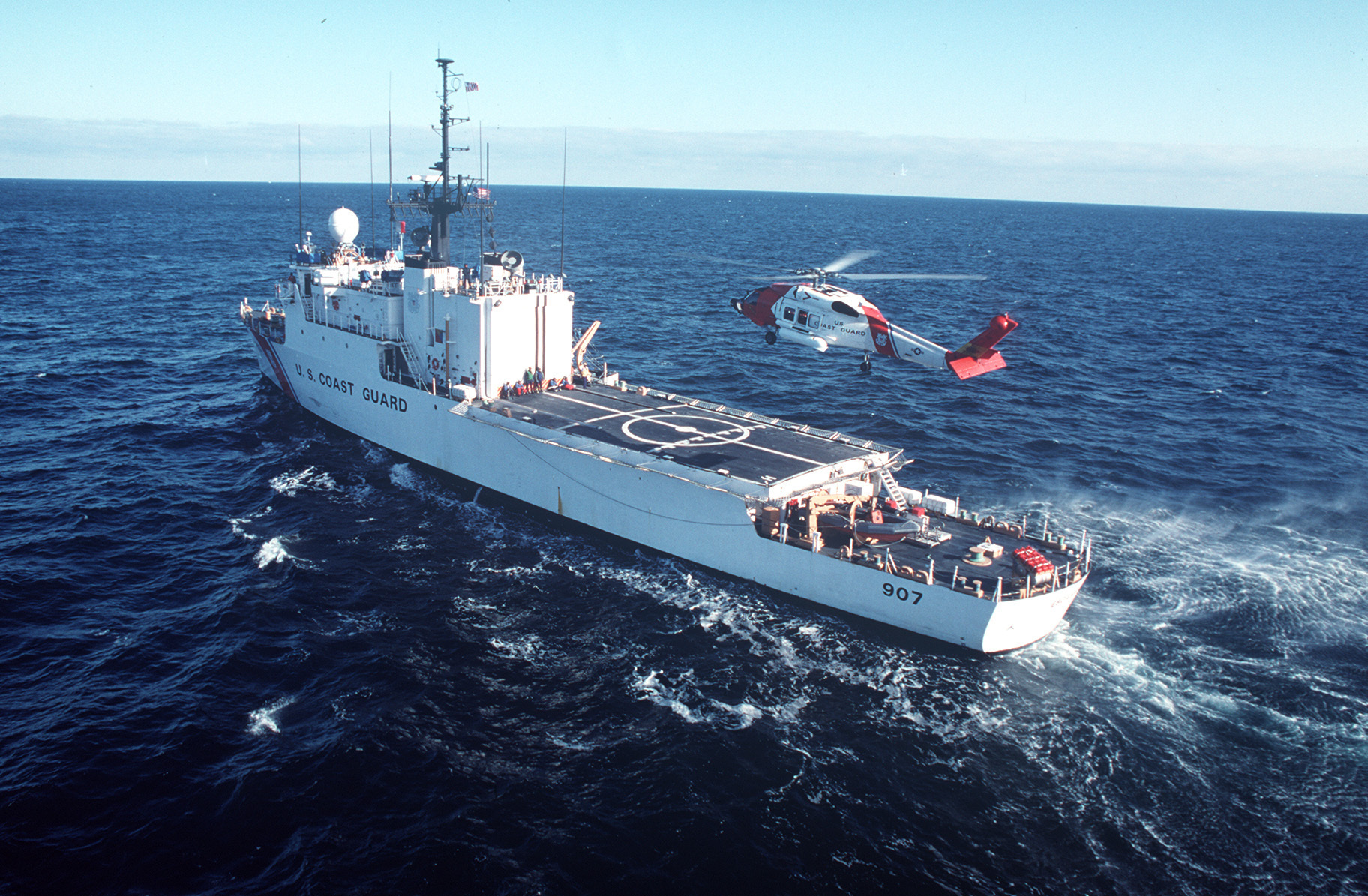
Kutr USCGC Escanaba

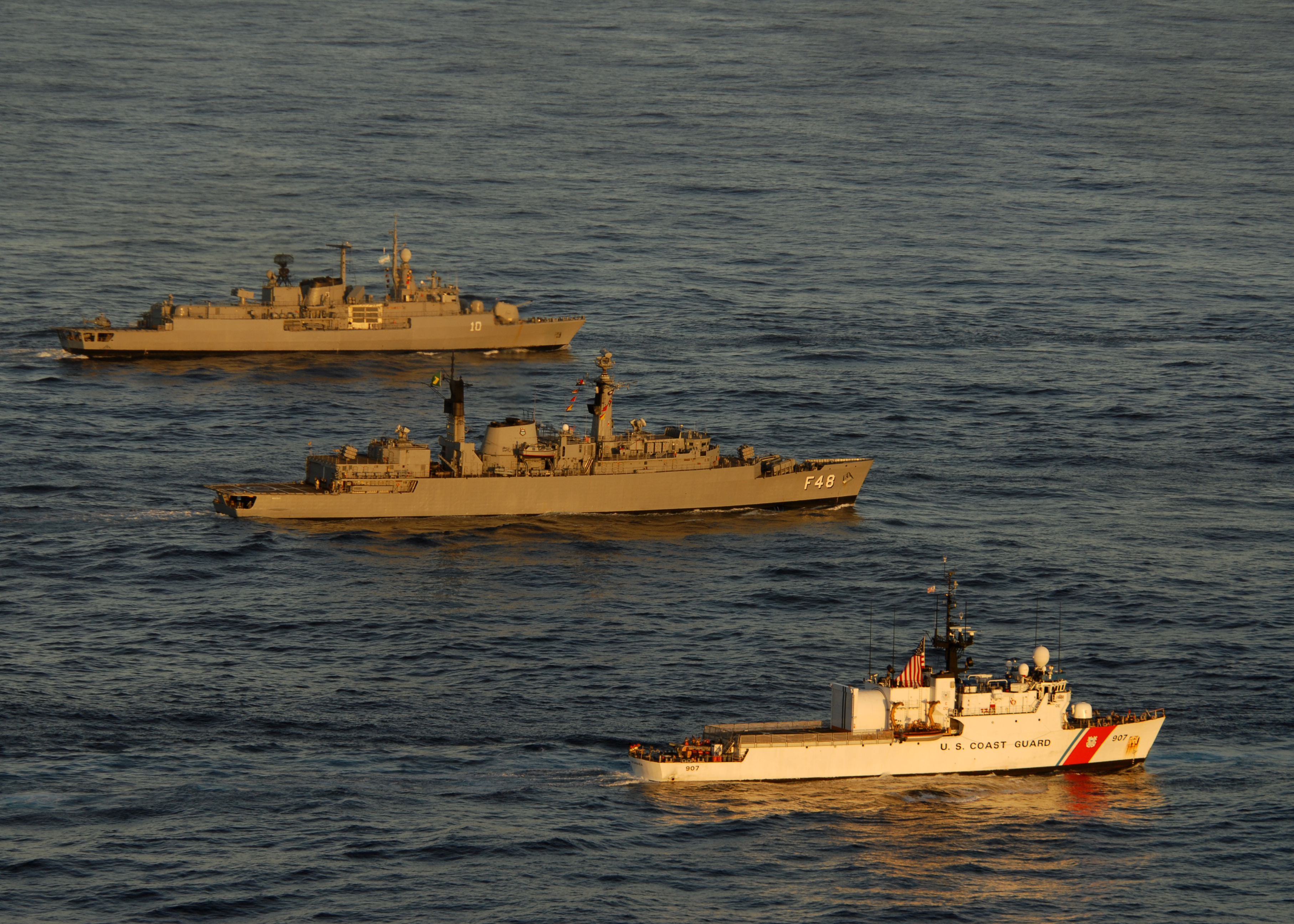
Kutr USCGC Escanaba v doprovodu argentinského torpédoborce Almirante Brown a brazilské fregaty Bosisio

Výzbroj tvoří jeden 76mm kanón OTO Melara, dva 40mm minomety a dva 12,7mm kulomety. V případě války je možná instalace obranného systému Phalanx CIWS. Na zádi se nachází přistávací plocha s hangárem pro jeden vrtulník HH-65 Dolphin (speciální verze typu AS 365 Dauphin), nebo HH-60J Jayhawk. Během války by plavidla byla vybavena sonarem SQR-19. Pohonný systém tvoří dva diesely Alco o celkovém výkonu 7000 hp. Lodní šrouby jsou dva. Nejvyšší rychlost dosahuje 19,5 uzlu.